# ايغان سود (كيبك)
ايغان سود (بالإنجليزية: Egan-Sud, Quebec)‏ هي بلدية محلية في كيبيك تقع في كندا في La Vallée-de-la-Gatineau Regional County Municipality.  يقدر عدد سكانها بـ 542 نسمة ومساحتها 50.90 كم2 .